# Армянские инженеры и учёные Америки
Армянские инженеры и учёные Америки (англ. Armenian Engineers and Scientists of America, сокр. англ. AESA) — некоммерческая, беспартийная и нерелигиозная филантропическая организация со штаб-квартирой в Глендейле, Калифорния, сосредоточенная на продвижении науки и технологий среди армянской нации, включая Армению и диаспоры.

## Описание
Миссия AESA — удовлетворение профессиональных, технических и научных потребностей армян по всему миру. AESA состоит из нескольких комитетов, работающих под эгидой и руководством Совета AESA.
Цели AESA включают в себя следующее:
- техническое и социальное взаимодействие армянских инженеров, учёных, промышленников и архитекторов;
- установление связей и содействие технологическому обмену с экспертами в области науки, техники, промышленности и архитектуры из Армении;
- распространение знаний в этих областях;
- проведение образовательных мероприятий и оказание помощи армянским образовательным сообществам в этих областях;
- признание выдающихся технических достижений армянских специалистов.

### Некоторые участники
Грант Атикян — инженер-исследователь и научный сотрудник по датчикам в компании Northrop Grumman Corp., специализирующийся на гироскопах, акселерометрах, MEMS-преобразователях и атомных датчиках в областях точной навигации и синхронизации (PNT) и инерциальных измерительных устройств (IMU).
Эдди Атоян — член группы по проектированию сверхвысокого напряжения Southern California Edison, которая спроектировала и построила первые подстанции сверхвысокого напряжения (500 кВ) в Южной Калифорнии.
Ованес Мардиросян — физик-исследователь из Bell Laboratories, проводящий акустические исследования в области технологий шумоподавления, а также проектирование, разработку и применение активных вибрационных и сенсорных технологий. 
Джон Лейлегян — доцент кафедры машиностроения в Манхэттенском колледже в Ривердейле, занимался созданием сокращенных химических кинетических моделей для приложений CFD в двигателях и моделированием гиперзвуковых воздушно-реактивных двигательных установок. 

## История
AESA была основана в 1983 году в Глендейле, Калифорния. В последующие годы, движимые необходимостью лучшего обслуживания проектов, ряд секций AESA были созданы в других регионах США, а также в Армении. 
В ноябре 1994 года в Национальной академии наук Армении был создан офис AESA. 7 февраля 1997 года AESA основала свою секцию в Мичигане. Позже в том же году, в октябре 1997 года, была основана секция в Вашингтоне (GMWAS). 5 ноября 2000 года была создана секция AESA в Новой Англии.